# Giovambattista Casotti
Giovambattista Casotti (Prato, 21 ottobre 1669 – Impruneta, 1736) è stato un religioso e storico italiano, proveniente da una nobile famiglia.

## Biografia
Dopo aver terminato gli studi, andò a Parigi come segretario di legazione e, in questa città, approfondì i suoi interessi letterari. Tornò a Firenze, fu ordinato sacerdote e divenne rettore del collegio dei nobili e lettore di storia sacra e profana presso lo Studio di Firenze. Nel 1717 divenne membro dell'Accademia della Crusca. Fu pievano dell'Impruneta dal 1726 fino al 1736, anno della sua morte.

## Memorie istoriche
Nel 1712 – stampato nel 1714 – scrisse il libro intitolato Memorie istoriche della miracolosa immagine di Maria Vergine dell'Impruneta – Raccolte da Giovambattista Casotti-Lettore d'Istoria Sacra e Profana nello Studio di Firenze. All'Altezza Reale di Cosimo Terzo Granduca di Toscana-in Firenze-MDCCXIIII-appresso Giuseppe Manni all'Inseg.di S.Gio.di Dio-con licenza de' Superiori, opera in cui descrive la leggenda del ritrovamento della Tavola della Madonna dell'Impruneta, citandone i dettagli che trae dai Capitoli della Compagnia della Madonna dell'Impruneta, scritti dal pievano Stefano e ristampati nel 1866 dall'Accademia della Crusca, e li espone secondo un criterio cronologico.

## Dedica a Cosimo Terzo
Il libro inizia con la dedica a Cosimo III al quale il Casotti si rivolge con queste parole: ...[...]Degnisi adunque V.A.Reale di accogliere con quella stessa Grandezza di animo, con cui ha gradite tante volte le umili offerte del mio povero ingegno, anche questa, che ora riverentemente le presento; riguardando non quello, che di basso, e di vile vi ha sparso per entro la debolezza del mio scarso talento; ma l'Augusto Nome, che ella porta in fronte, della Regina del Cielo, che tanto accresce di splendore, e di luce a ciò, che ha fatto di raro, la magnanima Pietà di V.A.Reale per promuoverne la venerazione, e la Gloria...[...]Firenze li 21.di Maggio 1712 [...] Umilissimo Servo, e Suddito obbedientissimo Giovambattista Casotti.

## L'Autore a chi legge
Al lettore, il Casotti si rivolge così: Questo, che ora io ti presento, sarà almeno un seme, donde forse altri trarrà quel frutto più abbondante, di cui non era capace la sterilità del mio ingegno. Il fine, che io mi sono proposto, è stato di contribuire quel poco, che io poteva, alla propagazione, e all'aumento della universale divozione verso la gran Madre di Dio, venerata per tanti secoli, con tanto frutto, in quella sua sì celebre Immagine. Se io posso ciò conseguire, è pago ogni mio desiderio; e la tua pietà mi fa sperare, che non sia per essere inutile questa mia fatica.[...]